# ラウンデル・パーマー (初代セルボーン伯爵)

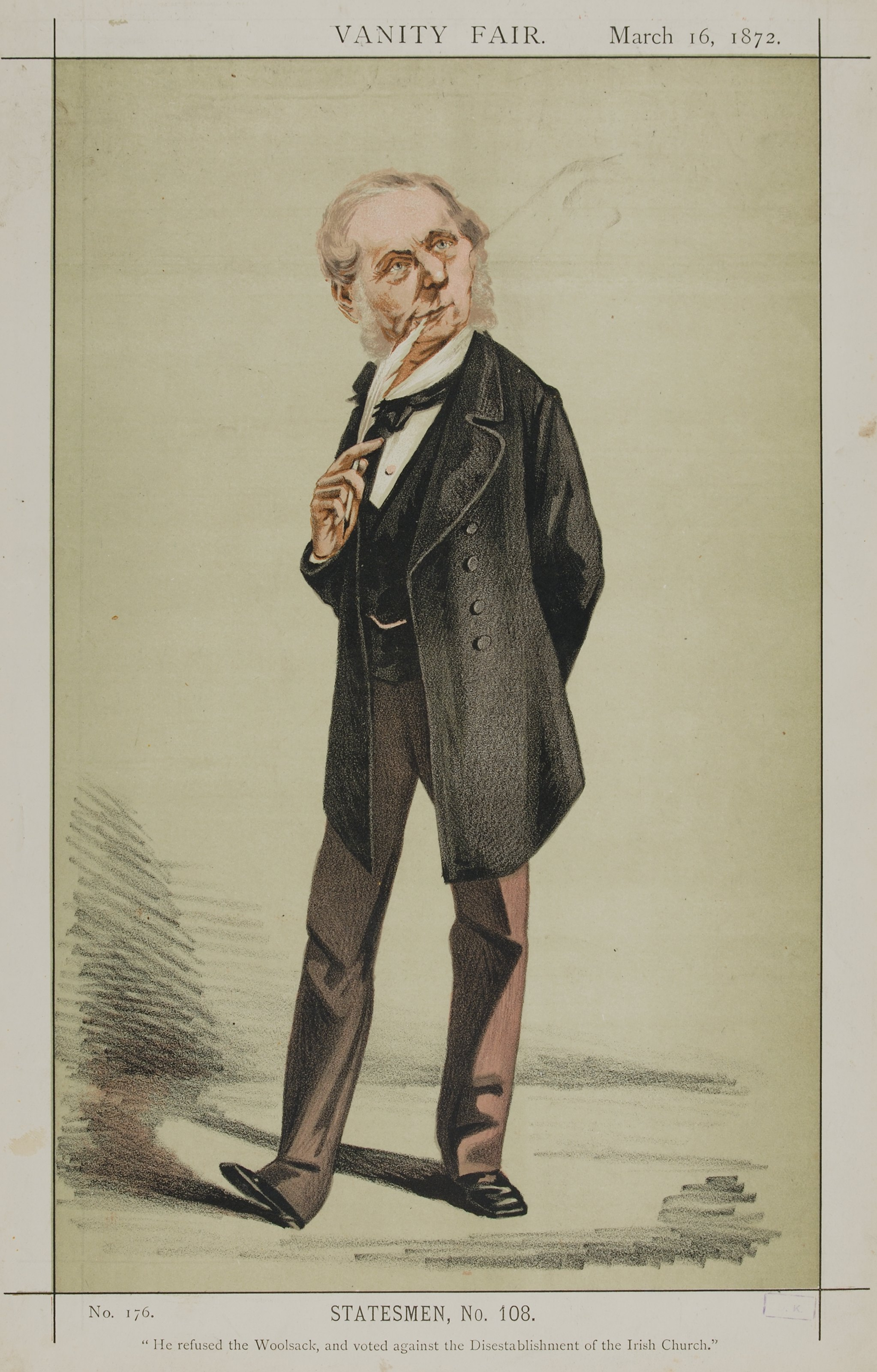
1872年3月16日の『バニティ・フェア』誌に描かれたパーマー。

初代セルボーン伯爵ラウンデル・パーマー（英語: Roundell Palmer, 1st Earl of Selborne, PC FRS、1812年11月27日 - 1895年5月4日）は、イギリスの政治家、法律家、貴族。

## 経歴
1812年11月27日、イングランド・オックスフォードシャー・ミックスベリーに牧師ウィリアム・パルマーとその妻ドロシアの長男として生まれる。
ラグビー校とウィンチェスター・カレッジを経て、オックスフォード大学へ進学。大学卒業後、法律の道を志してリンカーン法曹院へ入学し、弁護士となる。
1847年の総選挙でプリマス選挙区から選出されて庶民院議員を務めた。所属党派はピール派だった。反カトリック的な聖職者称号法に反対票を投じたことが尾を引き、1852年の総選挙では落選した。一年後の補欠選挙で再選されるも、クリミア戦争とアロー戦争に反対したため、愛国心なき輩と批判され、1857年の総選挙で再び落選した。
落選中は弁護士の仕事に戻り、ウィリアム・グラッドストンと接近した。1861年8月に第二次パーマストン子爵内閣で法務次官に就任するとともにナイトの称号を与えられた。またリッチモンド選挙区から自由党庶民院議員に当選する。1863年10月には法務総裁に昇進。政権交代があった1866年まで在職した。
第1次グラッドストン内閣期の1872年10月に大法官に就任。この閣僚職は当時貴族院議長を兼任していたため、これを機にセルボーン男爵に叙爵された。内閣が終わる1874年まで在職した。1880年4月に第二次グラッドストン内閣が発足すると再び大法官として入閣。1882年12月にはセルボーン伯爵に叙された。
イギリスの半植民地エジプトの属領スーダンで発生したマフディーの反乱をめぐっては、マフディー軍に包囲されたチャールズ・ゴードン将軍の救援軍の派遣を強く主張した閣僚の一人だった。
グラッドストンのアイルランド自治の方針に反発し、第三次グラッドストン内閣には参加せず、自由党内アイルランド自治反対派が分党して結成した自由統一党に参加した。
1895年5月4日にハンプシャー・ブラックモアの自邸で死去した。

## 栄典
- 1872年10月18日、枢密顧問官（PC）[2]
- 1872年10月18日、初代セルボーン男爵（連合王国貴族爵位）[2]
- 1882年12月29日、初代セルボーン伯爵 （連合王国貴族爵位）[2]
- 1882年12月29日、初代ウォルマー子爵（連合王国貴族爵位）

## 家族
1848年にローラ・ウォルドグレイブ（第8代ウォルドグレイブ伯爵ウィリアム・ウォルドグレイブの娘）と結婚し、彼女との間に以下の5子を儲ける。
- 第1子（長女）ローラ・エリザベス・パーマー嬢（1849-1939）ジョージ・リディング（英語版）と結婚。
- 第2子（次女）メアリー・ドロシア・パーマー嬢（英語版）（1850-1933）：従姉弟の第9代ウォルドグレイブ伯爵（英語版）と結婚。
- 第3子（三女）ソフィア・マチルダ・パーマー嬢（1852-1915）
- 第4子（四女）サラ・ウィルフレッド・パーマー嬢（1854-1910）：ジョージ・ビドルフと結婚。ロバート・ビデルフ（英語版）の母
- 第5子（長男）第2代セルボーン伯爵ウィリアム・ウォルドグレイブ・パーマー（英語版）（1859-1942）